# Frederica (prénom)
Pour les articles homonymes, voir Frederica.
Frederica est un prénom féminin signifiant monarque pacifique par les mots allemands frid (paix) et ric (monarque, chef ou pouvoir).

## Prénom
- Frederica Darema (en), physicienne gréco-américaine
- Frederica Detmers (en) (1867-1934), botaniste américaine
- Frederica Freyberg (en), présentatrice de télévision américaine
- Frederica Going (en) (1895-1959), actrice américaine
- Frederica Jansz (en), journaliste srilankaise
- Frederica de Laguna (1906-2004), ethnologue et anthropologue américaine
- Frederica Sagor Maas (1900-2012), dramaturge et scénariste américaine
- Frederica Massiah-Jackson (en) (née en 1951), juge américaine en Pennsylvanie
- Frederica Mathewes-Green (en) (née en 1952), auteure et conférencière américaine
- Frederica Perera (en) (née en 1941), scientifique américaine en santé environnementale
- Frederica Piedade (en) (née en 1982), joueuse portugaise de tennis
- Frederica Plunket (en) (1838-1886), aristocrate irlandaise et illustratrice botanique
- Frederica Maclean Rowan (en) (1814-1882), auteure et traductrice britannique
- Frederica J. Turle (en) (1880-?), auteure britannique de fiction jeunesse
- Frederica von Stade (née en 1945), mezzo-soprano américaine
- Frederica Williams (en) (née en 1958), administratrice américaine en soin de santé
- Frederica Wilson (née en 1942), femme politique américain de la Floride

## Référence
1. ↑  (en) Mike Campbell, "Frederick", Behind the Name: The Etymology and History of First Names http://www.behindthename.com/name/frederick, accessed 23 May 2012.
2. ↑  (en) « 10th Century Frisian Masculine Names », sur heraldry.sca.org (consulté le 28 décembre 2017)